# Nahal Taninim
Nahal Taninim, en hebreo: נחל הירקון, es un río en Israel, que se origina cerca de Ramot Menashe y desemboca en el mar mediterráneo al sur de Ma'agan Michael. El nombre árabe de este río es una Wadi-Zarka (el valle azul).
El área de la cuenca y sus afluentes es de unos 200 kilómetros cuadrados, incluyendo los arroyos de Taninim, Ada, Barkan, Alona y Mishmarot. Nahal Taninim es el más limpio de los ríos de la costa de Israel y debido a su función como hábitat de una variedad de especies es considerado reserva natural. Tres cursos de agua se reúnen en Nahal Taninim: La corriente natural, un acueducto romano que se extiende desde Zabrin a Cesarea, y Mifale Menashe, el abastecimiento de agua se realiza mediante la escorrentía.
A pesar de su clasificación como río, su nombre en hebreo significa más bien arroyo, y es significado del nombre completo, Arroyo de los cocodrilos, se debe a un incidente durante la tercera cruzada, en el que dos caballeros que se bañaban en el río fueron devorados por cocodrilos.